# REDnote
 (avril 2019).
RedNote, aussi appelé également RED ou en chinois Xiaohongshu (chinois simplifié : 小红书 ; pinyin : xiǎohóngshū ; litt. « Petit Livre rouge »), est un réseau social et une plateforme de commerce en ligne.
Sur REDnote, les utilisateurs peuvent partager leurs expériences dans les différents domaines tels que le voyage, le maquillage, la gastronomie, le lifestyle, etc. Dans la publication, les utilisateurs peuvent marquer et recommander les produits qu’ils ont essayé, une partie des produits peuvent être trouvés et achetés directement sur la plateforme de commerce en ligne de REDnote.

## Histoire
Créé par Miranda Qu et Charlwin Mao en 2013, la version Android de REDnote a été lancée en août 2014.
Au début de la création, ce site a pour l’objectif d’offrir une plateforme où les utilisateurs peuvent partager leurs expériences et commentaires sur le maquillage et skin care. Plus tard, les publications sur les autres domaines tels que le sport, le voyage et la gastronomie sont devenus de plus en plus nombreux. Les contenus sur REDnote ont touché tous les domaines de la vie quotidienne.
Red Mall a été créé en octobre 2014. L’objectif est de faciliter les achats des produits étrangers. 
En mai 2017, plus de 50 millions utilisateurs sont inscrits sur REDnote, avec un chiffre d'affaires d’environ 10 milliards CN¥. 
Le 6 juin 2017, REDnote a organisé un festival pour fêter son 4e anniversaire. Le chiffre d’affaires a dépassé 100 millions CN¥ pendant 2 heures.
Jusqu’en janvier 2019, plus de 200 millions utilisateurs sont enregistrés sur REDnote, la plupart sont des utilisateurs nés après 1990.
Début 2025, cette application connaît une importante popularité en Amérique du Nord, en lien avec le départ des utilisateurs de TikTok qui connaît des incertitudes concernant sa pérennité sur ce territoire.